# Say You, Say Me
Say You, Say Me è una canzone pop-R&B scritta ed incisa nel 1985 da Lionel Richie e facente parte della colonna sonora del film Il sole a mezzanotte (White Nights; di cui era il tema principale) e dell'album Dancing on the Ceiling.
Il brano, prodotto dallo stesso Lionel Richie e da James Carmichael, si aggiudicò un Premio Oscar e un Golden Globe per la miglior canzone originale.

## Storia
A commissionare a Richie la composizione di un tema d'amore per il film Il sole a mezzanotte fu lo stesso regista Taylor Hackford.
Pur facendo parte della colonna sonora del film, il brano non fu però anche incluso nell'LP che conteneva gli altri brani della pellicola.

## Testo
(Say You, Say Me (1986))
Il testo è un invito a seguire la propria strada, che sarà più semplice con un amico al proprio fianco.

## Tracce
1. Say You, Say Me – 3:59
2. Cant' Slow Down – 4:40

Durata totale: 8:39

## Classifiche

### Classifiche settimanali
| Classifica (1985/86)             | Posizione massima |
| -------------------------------- | ----------------- |
| Australia                        | 3                 |
| Austria                          | 6                 |
| Belgio (Fiandre)                 | 2                 |
| Canada                           | 1                 |
| Finlandia                        | 1                 |
| Francia                          | 4                 |
| Germania                         | 12                |
| Irlanda                          | 3                 |
| Italia                           | 3                 |
| Norvegia                         | 1                 |
| Nuova Zelanda                    | 8                 |
| Paesi Bassi                      | 1                 |
| Regno Unito                      | 8                 |
| Spagna                           | 1                 |
| Stati Uniti                      | 1                 |
| Stati Uniti (adult contemporary) | 1                 |
| Stati Uniti (R&B)                | 1                 |
| Sudafrica                        | 1                 |
| Svezia                           | 1                 |
| Svizzera                         | 1                 |

### Classifiche di fine anno
| Classifica (1985) | Posizione |
| ----------------- | --------- |
| Canada            | 42        |
| Paesi Bassi       | 39        |
| Classifica (1986) | Posizione |
| Australia         | 35        |
| Austria           | 27        |
| Belgio (Fiandre)  | 45        |
| Canada            | 40        |
| Italia            | 29        |
| Spagna            | 2         |
| Stati Uniti       | 2         |
| Sudafrica         | 1         |
| Svizzera          | 8         |

### Classifiche di fine decennio
| Classifica (1980-89) | Posizione |
| -------------------- | --------- |
| Stati Uniti          | 19        |

## Riconoscimenti
- 1986: Premio Oscar per la miglior canzone originale[8][10]
- 1986: Golden Globe per la miglior canzone originale[8][11]

## Cover
Tra gli artisti che hanno inciso o eseguito pubblicamente una cover del brano, figurano, tra gli altri (in ordine alfabetico)
- Chimène & Lionel Richie
- Ray Conniff (nell'album Say You, Say Me del 1986[33])
- Francis Goya (1988)
- The London Starlight Orchestra & Singers (1990)
- Paul Mauriat (1986)
- Lionel Richie feat. Rasmus Seebach (2012)
- Rosa (2008; versione in lingua spagnola intitolata Créeme, ya ves[32])
- Klaus Wunderlich (1994)
- "Weird Al" Yankovic (1986; con il titolo Polka Party![32])